# Saint-Paulet
Saint-Paulet, Saint Paulet (St Paulet) là một xã của Pháp, nằm ở tỉnh Aude trong vùng Occitanie.
site officiel: http://www.saintpaulet.fr
Người dân địa phương trong tiếng Pháp gọi là Saint-Pauletois.

## Hành chính
| Danh sách các xã trưởng                |           |               |      |         |
| Giai đoạn                              | Giai đoạn | Tên           | Đảng | Tư cách |
| tháng 3 năm 2001                       |           | Robert Calvet |      |         |
| Tất cả các dữ liệu trước đây không rõ. |           |               |      |         |

## Thông tin nhân khẩu
| Năm | 1962 | 1968 | 1975 | 1982 | 1990 | 1999 | 2004 |
| --- | ---- | ---- | ---- | ---- | ---- | ---- | ---- |
| Dân số | 140  | 170  | 134  | 144  | 140  | 155  | 181  |
| From the year 1962 on: No double counting—residents of multiple communes (e.g. students and military personnel) are counted only once. |      |      |      |      |      |      |      |

## Nhân vật nổi bật
- Henri de la Tour d'Auvergne-Bouillon